# Потенціалзалежні іонні канали
Потенціалзалежні іонні канали (потенціалчутливі, потенціалкеровані, англ. voltage-gated) — це такі іонні канали, які відкриваються чи закриваються при певних значеннях мембранного потенціалу клітини. Характерною ознакою цих каналів є наявність сенсору потенціалу в їх будові. 
Існують натрієві, калієві та кальцієві потенціалзалежні іонні канали відповідно до основного іона, що проходить крізь них.